# Hrvatska udruga radijskih nakladnika
Hrvatska udruga radijskih nakladnika  (HURiN), hrvatska udruga. 
HURiN je osnovan svibnja 2002. godine. Pravni je sljednik Udruge hrvatskih lokalnih glasila (HLG), osnovane 1991. godine. HLG je bila pravnom sljednicom Udruženja lokalnih sredstava informiranja SR Hrvatske (ULSI) osnovanog 1976. godine. Korijeni sežu do 24. travnja 1964. kad je u registar upisano Udruženje listova komuna i radnih kolektiva. Taj se nadnevak danas službeno smatra danom osnivanja HURiN-a. HURiN nagrađuje izvrsnost i dodjeluje priznanja za najistaknutije radijske djelatnike i emisije na Danima HURiN-a.